# Lưu Thiệu Tư
Lưu Thiệu Tư (giản thể: 留绍镃; phồn thể: 留紹鎡) là cháu gọi Lưu Tòng Hiệu bằng chú, một quân phiệt thời Ngũ Đại Thập Quốc.
Lưu Tòng Hiệu kiểm soát Thanh Nguyên quân với chức vụ tiết độ sứ từ cuối thập niên 940. Do Lưu Tòng Hiệu không có con kế tự, nhân vật này nhận nuôi Lưu Thiệu Tư và huynh của Thiệu Tư là Lưu Thiệu Cơ (留紹錤). (Cả hai đều là con đẻ của Lưu Tòng Nguyện (留從願)- huynh của Lưu Tòng Hiệu.) Lưu Tòng Hiệu có lẽ từ trần vào năm 962, trong khi đang phiên thuộc cả Nam Đường và Tống. Theo ghi chép trong Tục Tư trị thông giám (cũng như trong Thập Quốc Xuân Thu), sau khi Lưu Tòng Hiệu từ trần, do Lưu Thiệu Cơ đang tại triều đình Nam Đường, Lưu Thiệu Tư tự lĩnh quân vụ, song không lâu thì bị Trần Hồng Tiến đoạt quyền, nhân vật này vu cáo rằng Lưu Thiệu Tư muốn quy phục Ngô Việt và giải Lưu Thiệu Tư đến Nam Đường, suy tôn Trương Hán Tư làm lưu hậu. Tuy nhiên, phần tiểu sử về Lưu Tòng Hiệu trong Tống sử thì ghi rằng chính biến diễn ra khi Lưu Tòng Hiệu nằm bệnh, song phần tiểu sử về Trần Hồng Tiến lại tương tự như trong Tục Tư trị thông giám.